# Foo Fighters
Foo Fighters (транскр.  Фу фајтерс) је америчка рок група коју је основао бивши бубњар Нирване, Дејв Грол, у Сијетлу 1994. године.
Освојили су четири пута Греми награду за рок албум године. Процењује се да су закључно са 2015. годином продали око 12 милиона албума широм света.

## Чланови бенда
Тренутни чланови
- Дејв Грол — главни вокали, гитара (1994—данас)
- Нејт Мендел — бас-гитара (1995—данас)
- Пет Смир — гитара, пратећи вокали (1995—1997, 2010—данас)
- Крис Шифлет — гитара, пратећи вокали (1999—данас)
- Рами Џафе — клавијатура, клавир (2017—данас)
- Џош Фриз — бубњеви, перкусије (2023—данас)

Бивши чланови
- Вилијам Голдсмит — бубњеви, перкусије (1995—1997)
- Франц Стал — гитара, пратећи вокали (1997—1999)
- Тејлор Хокинс — бубњеви, перкусије, пратећи вокали (1997—2022)

## Дискографија
- Foo Fighters (1995)
- The Colour and the Shape (1997)
- There Is Nothing Left to Lose (1999)
- One by One (2002)
- In Your Honor (2005)
- Echoes, Silence, Patience & Grace (2007)
- Wasting Light (2011)
- Sonic Highways (2014)
- Concrete and Gold (2017)
- Medicine at Midnight (2021)

## Галерија
- Чланови бенда Foo Fighters током наступа 2007. године
- Foo Fighters 2009. године
- Наступ у јулу 2015. године, у Торонту